# Stora Kungsladugården

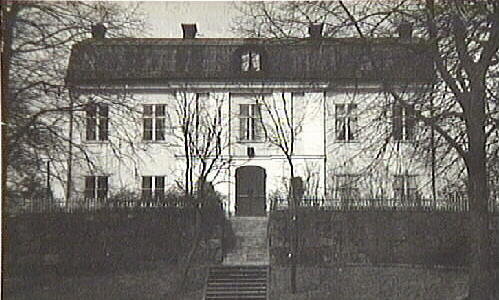
Corps de logiet före branden 2006.

Stora Kungsladugården är en kungsgård i Sankt Nicolai socken i Nyköpings kommun, två kilometer sydväst om Nyköping.
Kungsgården tros ha mycket gamla anor. I anslutning till kungsgården vid Kilaån finns ruinerna efter Kilakastalen, som av byggnadstekniken att döma verkar vara uppförd före 1200-talet. I närheten finns även Kaffebackens gravfält som med största sannolikhet hört till byn som föregått Kungsgården.
Någon sådan by finns dock inte omtalad i historiska källor. Stora Kungsladugården förekommer i källorna först under 1500-talet, då fanns det fyra ladugårdar under Nyköpingshus: Stora Kungsladugården, Lilla Kungsladugården (fram till 1580-talet kallad nya), Östra Kungsladugården samt Väderbrunn. I takt med att förvaltningen vid Nyköpingshus minskas minskar också behovet av ladugårdar, och redan före 1620-talet var Stora Kungsladugården den enda som fortfarande sörjde för slottets behov. När slottet brann 1665 upphörde behovet av en Kungsladugård helt, och Stora Kungsladugården pantsattes till Gerdt Störning. 1721 gick förpantningstiden ut men hans ättlingar, som adlats von Berchner fortsatte att arrendera Stora Kungsladugården fram till 1817, då Hedvig von Berchner, den sista av ätten gick bort.
I samband med rysshärjningarna 1719 förstördes alla ekonomibyggnader och ladugården plundrades. Huvudbyggnaden klarade sig dock, och användes en tid efteråt som sessionssal för Nyköpings magistrat då byggnader saknades inne i staden. De bevarade flygelbyggnaderna uppfördes under 1700-talet, den västra med bodarna 1755 och den östra 1795. Kofferdikaptenen Isak Öberg hade redan 1810 börjat ett andrahandsarrende vid Stora Kungsladugården, och sedan den sista av ätten von Berchner gått bort 1817 tog han över arrendet, hans familj kom att inneha detsamma fram till 1933. Isak Öberg arrenderade även Väderbrunn, och drev en omfattande rederirörelse i Nyköping.
Huvudbyggnaden var redan i början av 1800-talet förfallen, och en planritning uppgjordes redan 1805 av länsarkitekten Leatz  efter Carl Hårlemans typritning för kronogårdar, men det dröjde till 1816 innan byggnationen kom igång och 1819 stod byggnaden klar.
Natten till den 28 oktober 2006 ödelades delar av St Kungsladugården efter en brand i mangårdsbyggnaden. Vindsvåningen förstördes och alla bjälklag skadades svårt. Under 2007–2008 återuppbyggdes huset och i januari 2009 stod den nyrenoverade mangårdsbyggnaden klar. I och med renoveringen har fasaden återfått sin ursprungliga kulör.
Stora Kungsladugården är statligt byggnadsminne sedan 1935.

## Nutida bilder

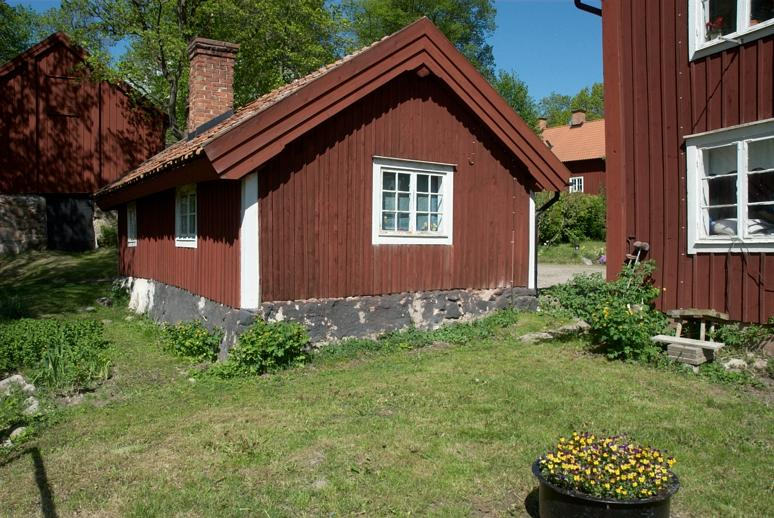
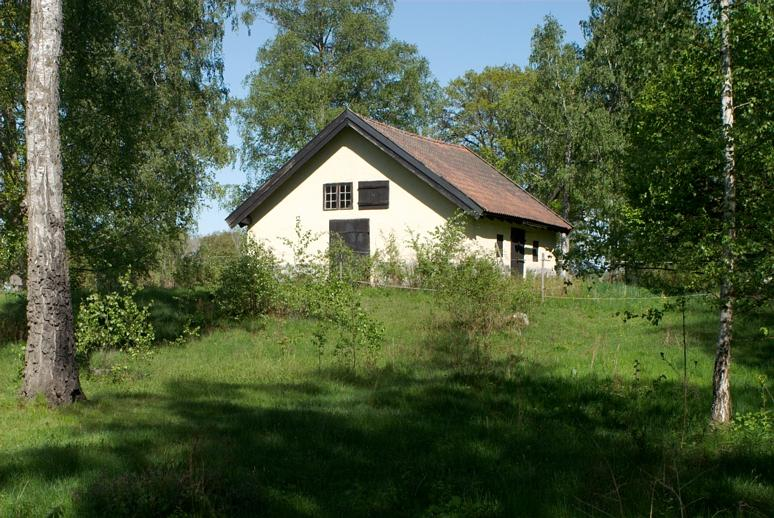
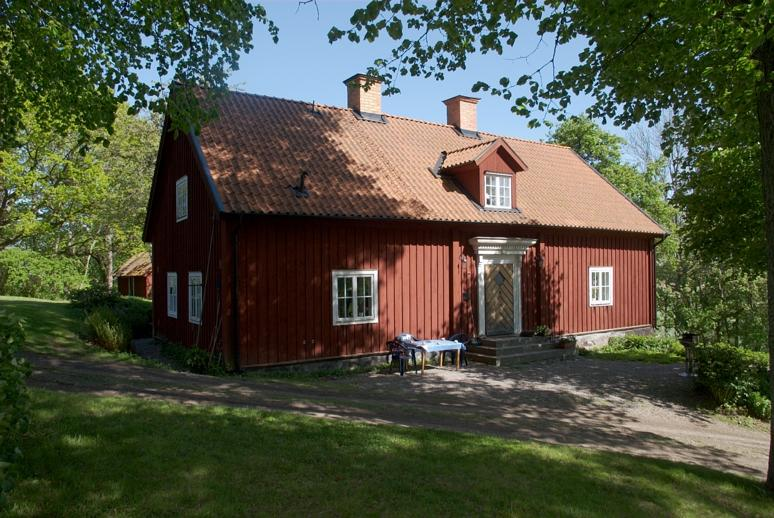
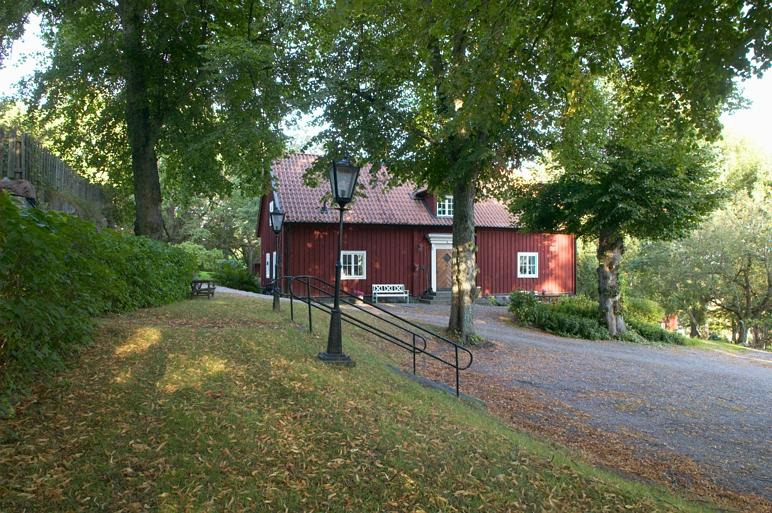